# جون هيرمان دنت
جون هيرمان دنت هو نقابي وسياسي أمريكي، ولد في 10 مارس 1908 في جانيت في الولايات المتحدة، وتوفي بنفس المكان في 4 أبريل 1988. نشط حزبياً في الحزب الديمقراطي. وقد انتخب عضو مجلس ولاية بنسيلفانيا ‏ وانتخب عضو مجلس نواب بنسيلفانيا ‏ وانتخب عضو مجلس النواب الأمريكي ‏.